# Adesmia filicaulis
Adesmia filicaulis es una especie de planta floral del género Adesmia, tribu Dalbergieae, subfamilia, Faboideae.

## Distribución
Especie nativa del norte de Chile. Crece en el bioma desértico o de matorrales secos.

## Taxonomía
Fue descrita por Phil. y publicada en Anales Univ. Chile 41: 702 (1872).
Etimología
Adesmia: del griego a- (sin) y desme (envoltorio), en referencia a los estambres libres.
filicaulis: epíteto que significa tallo de hilo.
Sinónimos homotípicos
- Patagonium filicaule (Phil.) Kuntze in Revis. Gen. Pl. 1: 200 (1891).[1]
- Patagonium radicans var. filicaule (Phil.) Reiche in Anales Univ. Chile 97: 767 (1897).[1]

Sinónimos heterotípicos
- Adesmia canescens Phil. in Anales Univ. Chile 41: 703 (1872).[1]
- Adesmia rudolfii Speg. in Anales Soc. Ci. Argent. 47: 235 (1899), nom. superfl.[1]
- Patagonium canescens (Phil.) Kuntze in Revis. Gen. Pl. 1: 200 (1891).[1]
- Patagonium rudolfii Speg. in Anales Mus. Nac. Buenos Aires 7: 273 (1902), nom. superfl.[1]